# Wikkeblauwtje
Het wikkeblauwtje (Polyommatus amandus) is een vlinder uit de familie Lycaenidae (kleine pages, vuurvlinders en blauwtjes). De wetenschappelijke naam van de soort werd in 1792, als Papilio amandus, gepubliceerd door Johann Gottlob Schneider.

## Kenmerken
De spanwijdte bedraagt tussen de 29 en 36 millimeter. De vleugels van het mannetje zijn helderblauw van kleur. De vrouwtjes hebben bruine vleugels met oranje vlekken op de rand van de achtervleugels.

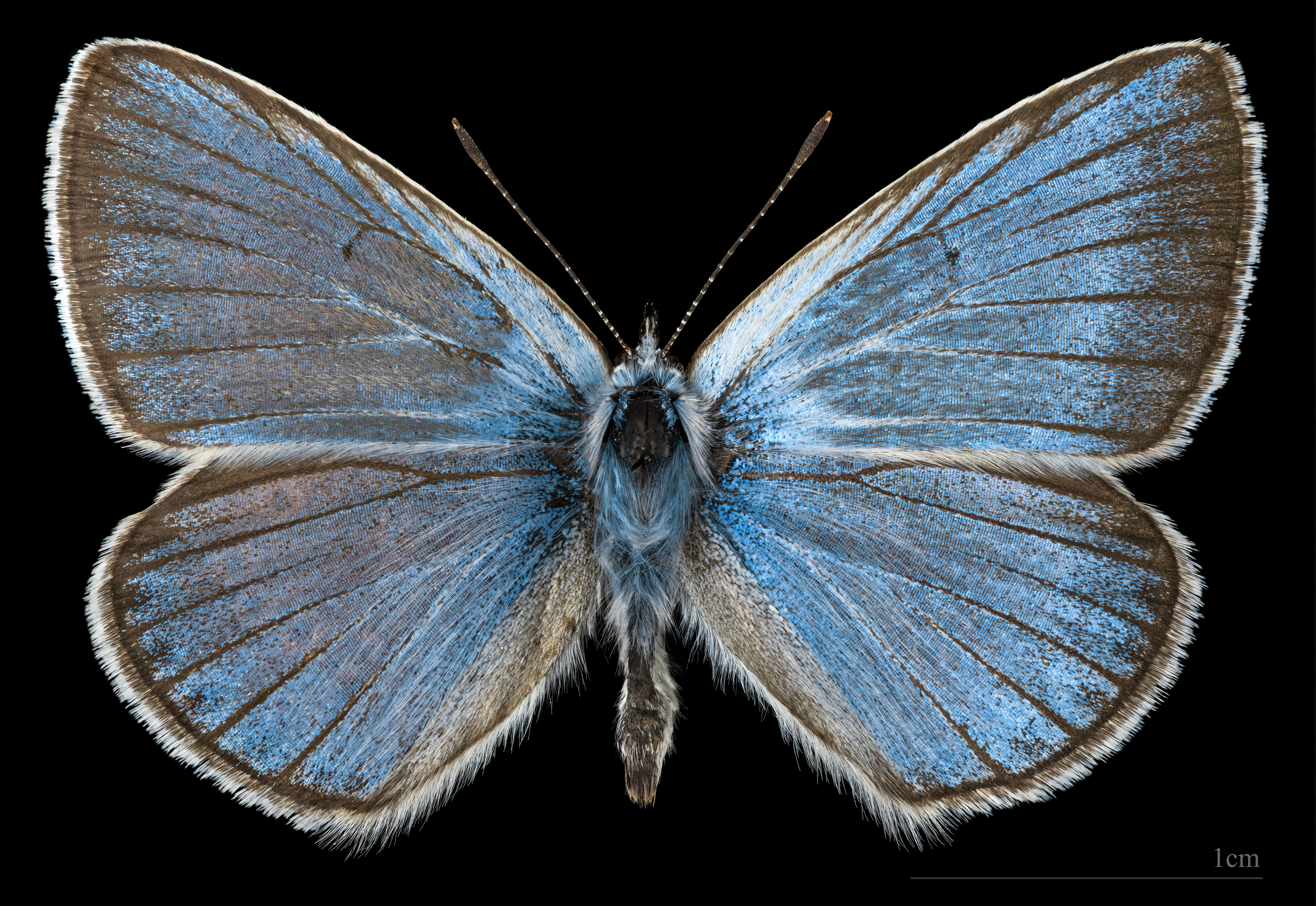
Polyommatus amandus ♂
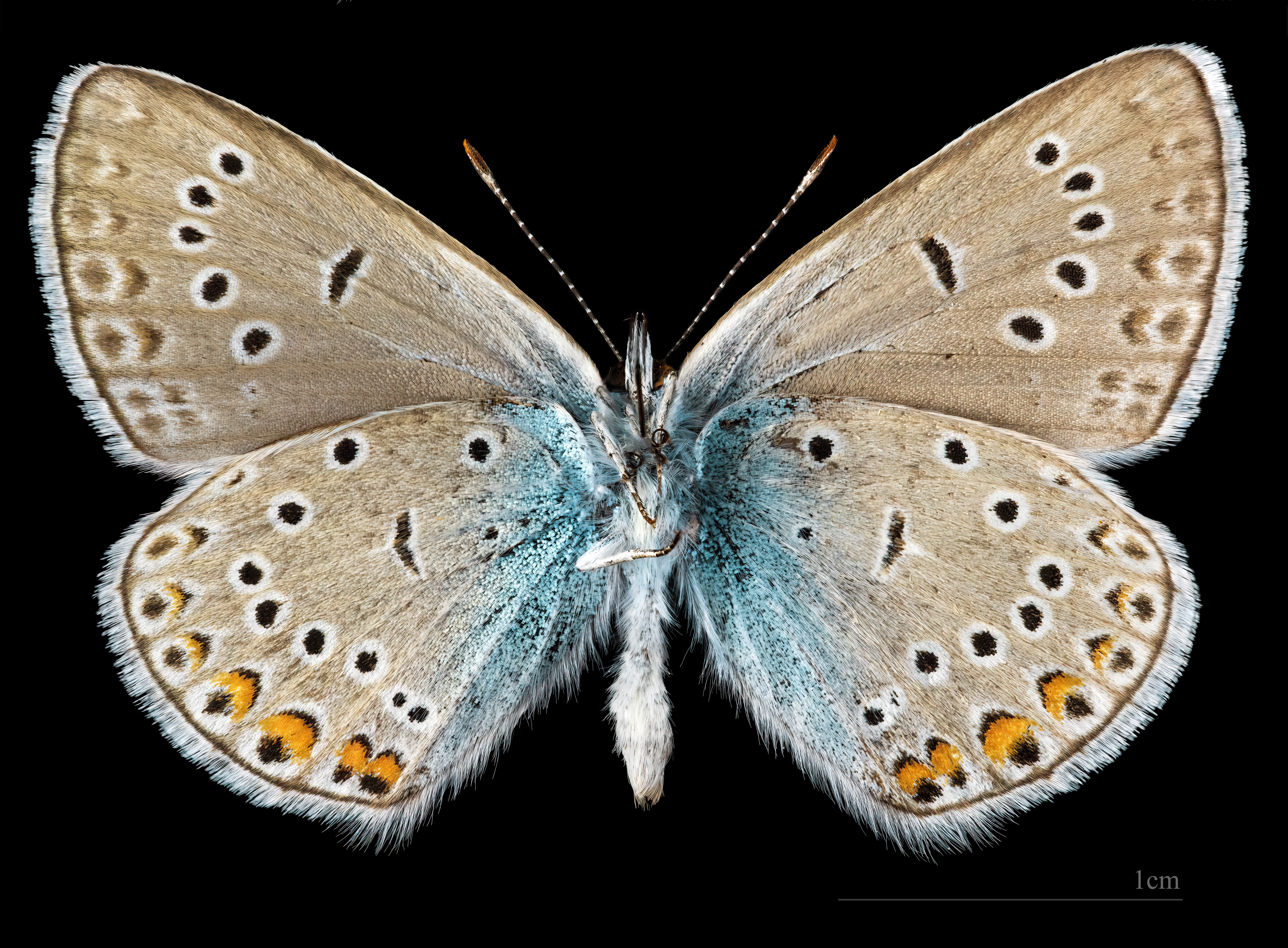
Polyommatus amandus ♂ △

## Leefwijze
Waardplanten van de vlinder zijn wikkesoorten. 
De rupsen worden door mieren van de geslachten Tapinoma, Lasius, Myrmica en Formica bezocht. In ruil voor een zoete vloeistof die de rups afscheidt bieden de mieren bescherming aan de rups.
De vliegtijd van het wikkeblauwtje is van mei tot en met augustus.

## Verspreiding en leefgebied
De soort komt voor in vrijwel het gehele Palearctisch gebied: Marokko, Algerije, vrijwel heel Europa en Oostelijk tot aan de Grote Oceaan.
In de Nederland en België komt de vlinder niet voor, maar in Europa is de vlinder niet bedreigd. Vooral in Zuid-Europa is de vlinder meer algemeen.

## Synoniemen
- Papilio icarius Esper, 1789
- Lycaena icarius libisonis Fruhstorfer, 1911
- Agriades amdandus bruttia Verity, 1921

## Ondersoorten
- Polyommatus amandus amandus
  - = Lycaena amandus orientalis Staudinger, 1901
- Polyommatus amandus abdelaziz (Blachier, 1908)
  - = Lycaena amanda var. cyanea Aigner, 1906
  - = Lycanea amanda var. azurea Blachier, 1908
  - = Plebicula amanda bettii Barragué, 1987
- Polyommatus amandus amata (Grum-Grshimailo, 1890)
- Polyommatus amandus amurensis (Staudinger, 1892)
- Polyommatus amandus brenda Hemming, 1932
- Polyommatus amandus brunhilda Hemming, 1932
- Polyommatus amandus turensis (Heyne, 1895)